# 加拉约阿
加拉约阿（西班牙語：Garayoa）是西班牙纳瓦拉的一个市镇。总面积21平方公里，总人口127人（2001年），人口密度6人/平方公里。